# Hannes Bachleitner
Hannes (Johannes) Bachleitner, né en 1965, est un astronome amateur autrichien.
Le Centre des planètes mineures le crédite de la découverte de deux astéroïdes, effectuée entre 2007 et 2009.
L'astéroïde (172932) Bachleitner lui a été dédié.
| (364636) Ulrikeecker  | 15 octobre 2007   |
| (410912) Lisakaroline | 26 septembre 2009 |

L'astéroïde (364636) Ulrikeecker est nommé d'après sa femme, Ulrike Ecker, tandis que (410912) Lisakaroline est nommé d'après ses filles, Lisa et Karoline Bachleitner.